# Cyrille III d'Alexandrie
 (avril 2017).
Si vous disposez d'ouvrages ou d'articles de référence ou si vous connaissez des sites web de qualité traitant du thème abordé ici, merci de compléter l'article en donnant les références utiles à sa vérifiabilité et en les liant à la section « Notes et références ».
Cyrille III, de son vrai nom Dawud ibn Yuḥannâ ibn Laqlaq al-Fayyumî, fut pape de l'Église copte (soixante-quinzième évêque d'Alexandrie selon cette Église) de son intronisation le 17 juin 1235 à sa mort le 10 mars 1243.Le précédent pape, Jean VI (Yuḥannâ ibn Abî Ghalib), meurt le 7 janvier 1216 et sa disparition est suivie par une vacance du siège patriarcale de 19 ans 5 mois et 10 jours.

## Contexte
La succession de Jean VI fut disputée, et Ibn Laqlaq, un prêtre jusqu'alors obscur natif du Fayoum, qui ne connaissait pas le copte, se livra à une brigue très active. Grâce à des amis haut placés, notamment un dénommé Ibn al-Miqâṭ qui était le chef des scribes du sultan al-Adel, il obtint de celui-ci un décret spécial le nommant pape, en contournant la procédure régulière (1218). Cette nomination, qui s'était faite sans consultation d'al-Kamil, fils du sultan et vice-roi d'Égypte, entraîna une forte opposition de nombreux évêques et laïcs influents de l'Église. Deux jours avant le dimanche des Rameaux, les opposants se rassemblèrent avec des chandelles devant la citadelle de Muqattam, où résidait al-Kamil, lui demandant d'annuler le décret[réf. nécessaire]. Al-Kamil s'y refusa, mais le lendemain des Rameaux la foule en colère empêcha Ibn Laqlaq de se faire consacrer[réf. nécessaire]. Al-Adel étant mort peu après (en août), les choses ensuite demeurèrent gelées jusqu'en 1235.
Pendant cette longue période, Ibn Laqlaq vécut dans un monastère non spécifié dans la documentation[Laquelle ?][réf. nécessaire]. En 1235, l'opposition à sa personne s'étant démobilisée, le prétendant s'entendit avec le gouvernement d'al-Kamil sur le versement d'une somme de 1 000 dinars pour un feu vert à sa consécration. Il se procura l'argent par un emprunt, et la cérémonie eut lieu promptement[réf. nécessaire]. Après un interrègne de dix-neuf ans, elle fut l'occasion de joyeuses festivités, notamment dans l'église al-Mu'allaqah et dans le monastère Saint-Macaire. « Ce fut un jour remarquable, sans équivalent à notre époque », rapporte l'Histoire des patriarches de l'Église d'Alexandrie[source insuffisante].
Mais le pontificat de huit ans qui suivit n'en fut pas moins dominé par les controverses et les divisions. Presque tous les sièges épiscopaux se trouvaient vacants à la fin de l'interrègne, et Cyrille ibn Laqlaq fut accusé de les pourvoir en les mettant aux enchères pour payer ses dettes[réf. nécessaire]. L'opposition se réorganisa, d'abord autour d'un moine de Saint-Macaire nommé 'Imad (ou Ḥamid), ensuite autour d'un « archonte » de l'Église du nom de Sanî al-Dawla ibn al-Thu'ban, qui mit en cause la légalité de l'ordination d'Ibn Laqlaq. En 1239, un synode du clergé et des « archontes » fut réuni dans l'église al-Mu'allaqah où le patriarche fut gravement mis en accusation, mais se serait tiré d'affaire en distribuant 12 000 dinars de pots-de-vin[réf. nécessaire].
Ibn Laqlaq fit restaurer une résidence patriarcale décrépite sur l'île de Ruda, près de la résidence du sultan, et abandonna le siège traditionnel de la Mu'allaqah. Il étendit l'autorité du pape sur les monastères, ne laissant que les centres urbains aux évêques. Il nomma un métropolite à Jérusalem pour la partie asiatique du sultanat des Ayyubides (Palestine et Syrie) et entretint de bons rapports avec les « Francs » établis dans cette région. Cet empiétement provoqua un conflit avec le patriarche de l'Église syriaque jacobite, Ignace II David, incident rare entre deux Églises traditionnellement très proches[réf. nécessaire]. 
Après sa mort, il fut inhumé dans le monastère Dayr al-Sham', près de Gizeh. Le siège primatial resta encore vacant pendant sept ans et 7 mois avant que son successeur, Athanase III, soit élu. Cyrille ibn Laqlaq  est l'auteur d'un ouvrage intitulé le Livre du maître et du disciple (Kitâb al-mu'allim wa'l-tilmîḍ), qui consiste en cinquante-cinq discours à contenu moral. On conserve aussi de lui des lettres (adressées entre autres au patriarche d'Antioche Ignace et au souverain d'Éthiopie)[réf. nécessaire].